# Kywal de Oliveira
Kywal de Oliveira (* 1947 in Rio de Janeiro, Brasilien) ist ein brasilianischer Diplomat. Er hat den Rang eines Ministro de Primeira Classe da Carreira de Diplomata do Ministério das Relações Exteriores.

## Werdegang
Nach seinem Studium der Rechts- und Sozialwissenschaften an der früheren Universidade do Estado da Guanabara begann Oliveira 1971, sich auf die Laufbahn als Diplomat vorzubereiten. 1976 ging er als zweiter Sekretär zur brasilianischen Botschaft in Buenos Aires (Argentinien). Danach war er in den Missionen in Rom, Madrid, La Paz und Miami in verschiedenen Positionen tätig. Seine erste Ernennung zum Generalkonsul erfolgte 1995 für Sydney.
Ab dem Jahr 2000 war Oliveira Chef des Büros der Vertretung Brasiliens in Osttimor, als das Land noch unter UN-Verwaltung stand, die vom Brasilianer Sérgio Vieira de Mello geleitet wurde. Nachdem Osttimor am 20. Mai 2002 in die Unabhängigkeit entlassen wurde, wurde Oliveira vom brasilianischen Präsidenten Luiz Inácio Lula da Silva zum ersten Botschafter in Osttimor ernannt. Die Bestätigung vom Bundessenat erfolgte am 26. März 2003 (Mensagem Senado Federal 301/2002). Das Amt hatte Oliveira bis 2004 inne, dann wurde er im September Generalkonsul in Rotterdam (Ernennung 15. Juni 2004) und ab August 2006 wieder Generalkonsul in Sydney.
Am 6. Mai 2010 wurde Oliveira zum ersten Generalkonsul Brasiliens in Guangzhou ernannt. Die Eröffnung des Generalkonsulats fand im November 2011 statt. 2013 endete Oliveiras Dienst in China.

## Sonstiges
Kywal de Oliveira ist verheiratet mit Katia Oliveira und hat zwei Kinder.
2003 bekam Oliveira den Ordem do Mérito Militar.